# Mouloud Mammeri
Mouloud Mammeri (1917 - 1989) a fost un scriitor, antropolog și lingvist de origine algeriană.